# الرتب العسكرية للقوات المسلحة (الصومال)
اعتمدت القوات المسلحة الصومالية نظام الرتب العسكرية مشابه لما هو في القوات المسلحة الإيطالية كونه الصومال خضع للاستعمار الإيطالي.
رتبة فريق هي الرتبة الأعلى في القوات المسلحة الصومالي، والحامل الوحيد لها هو بشير محمد جامع الرئيس السابق لمصلحة السجون الصومالية (بالصومالية: Ciidamada Asluubta)‏.

## رتب الضباط
شارات رتب الضباط.
| القوة العسكرية             | الضباط الأمراء     | الضباط الأمراء     | الضباط الأمراء     | الضباط الأمراء      | الضباط الأمراء      | الضباط الأمراء      | الضباط الأمراء      | الضباط الأمراء       | الضباط الأمراء       | الضباط الأمراء | الضباط القادة  | الضباط القادة | الضباط القادة | الضباط القادة          | الضباط القادة          | الضباط القادة          | الضباط الأعوان     | الضباط الأعوان     | الضباط الأعوان     | الضباط الأعوان | الضباط الأعوان | الضباط الأعوان | الضباط الأعوان | الضباط الأعوان | الطلاب | الطلاب | الطلاب | الطلاب | الطلاب | الطلاب | الطلاب | الطلاب | الطلاب | الطلاب | الطلاب | الطلاب |
| -------------------------- | ------------------ | ------------------ | ------------------ | ------------------- | ------------------- | ------------------- | ------------------- | -------------------- | -------------------- | -------------- | -------------- | ------------- | ------------- | ---------------------- | ---------------------- | ---------------------- | ------------------ | ------------------ | ------------------ | -------------- | -------------- | -------------- | -------------- | -------------- | ------ | ------ | ------ | ------ | ------ | ------ | ------ | ------ | ------ | ------ | ------ | ------ |
| الجيش الوطني الصومالي ·    |                    |                    |                    |                     |                     |                     |                     |                      |                      |                |                |               |               |                        |                        |                        |                    |                    |                    |                |                |                |                |                |        |        |        |        |        |        |        |        |        |        |        |        |
| فريق Sareeye Guud          | فريق Sareeye Guud  | لواء Sareeye Gaas  | لواء Sareeye Gaas  | عميد Sareeye Guuto  | عميد Sareeye Guuto  | عقيد Gashaanle Sare | عقيد Gashaanle Sare | مقدم Gashaanle Dhexe | مقدم Gashaanle Dhexe | رائد Gashaanle | رائد Gashaanle | نقيب Dhamme   | نقيب Dhamme   | ملازم أول Laba Xídígle | ملازم أول Laba Xídígle | ملازم أول Laba Xídígle | ملازم Xídígle      | ملازم Xídígle      | ملازم Xídígle      |                |                |                |                |                |        |        |        |        |        |        |        |        |        |        |        |        |
| القوة العسكرية             | الضباط الأمراء     | الضباط الأمراء     | الضباط الأمراء     | الضباط الأمراء      | الضباط الأمراء      | الضباط الأمراء      | الضباط الأمراء      | الضباط الأمراء       | الضباط الأمراء       | الضباط الأمراء | الضباط القادة  | الضباط القادة | الضباط القادة | الضباط القادة          | الضباط القادة          | الضباط القادة          | الضباط الأعوان     | الضباط الأعوان     | الضباط الأعوان     | الضباط الأعوان | الضباط الأعوان | الضباط الأعوان | الضباط الأعوان | الضباط الأعوان | الطلاب | الطلاب | الطلاب | الطلاب | الطلاب | الطلاب | الطلاب | الطلاب | الطلاب | الطلاب | الطلاب | الطلاب |
| القوات البحرية الصومالية · |                    |                    |                    |                     |                     |                     |                     |                      |                      |                |                |               |               |                        |                        |                        |                    |                    |                    |                |                |                |                |                |        |        |        |        |        |        |        |        |        |        |        |        |
| فريق Admiraal guud         | فريق Admiraal guud | لواء Admiraal gaas | لواء Admiraal gaas | عميد Admiraal guuto | عميد Admiraal guuto | عقيد Gashaanle sare | عقيد Gashaanle sare | مقدم Gashaanle dhexe | مقدم Gashaanle dhexe | رائد Gashaanle | رائد Gashaanle | نقيب Dhamme   | نقيب Dhamme   | ملازم أول Laba xídígle | ملازم أول Laba xídígle | ملازم أول Laba xídígle | ملازم Xídígle      | ملازم Xídígle      | ملازم Xídígle      |                |                |                |                |                |        |        |        |        |        |        |        |        |        |        |        |        |
| القوة العسكرية             | الضباط الأمراء     | الضباط الأمراء     | الضباط الأمراء     | الضباط الأمراء      | الضباط الأمراء      | الضباط الأمراء      | الضباط الأمراء      | الضباط الأمراء       | الضباط الأمراء       | الضباط الأمراء | الضباط القادة  | الضباط القادة | الضباط القادة | الضباط القادة          | الضباط القادة          | الضباط القادة          | الضباط الأعوان     | الضباط الأعوان     | الضباط الأعوان     | الضباط الأعوان | الضباط الأعوان | الضباط الأعوان | الضباط الأعوان | الضباط الأعوان | الطلاب | الطلاب | الطلاب | الطلاب | الطلاب | الطلاب | الطلاب | الطلاب | الطلاب | الطلاب | الطلاب | الطلاب |
| القوات الجوية الصومالية    |                    |                    |                    |                     |                     |                     |                     |                      |                      |                |                |               |               |                        |                        |                        |                    |                    |                    |                |                |                |                |                |        |        |        |        |        |        |        |        |        |        |        |        |
| فريق Sareeye Guud          | فريق Sareeye Guud  | لواء Sareeye Gaas  | لواء Sareeye Gaas  | عميد Sareeye Guuto  | عميد Sareeye Guuto  | عقيد Gashaanle Sare | عقيد Gashaanle Sare | مقدم Gashaanle Dhexe | مقدم Gashaanle Dhexe | رائد Gashaanle | رائد Gashaanle | نقيب Dhamme   | نقيب Dhamme   | ملازم أول Laba Xídígle | ملازم أول Laba Xídígle | ملازم أول Laba Xídígle | ملازم ثاني Xídígle | ملازم ثاني Xídígle | ملازم ثاني Xídígle |                |                |                |                |                |        |        |        |        |        |        |        |        |        |        |        |        |

## رتب أخرى
شارات رتب ضباط الصف والمجندين.
| القوة العسكرية             | كبار ضباط الصف                | كبار ضباط الصف                | كبار ضباط الصف                | كبار ضباط الصف                  | كبار ضباط الصف                  | كبار ضباط الصف                  | كبار ضباط الصف                 | كبار ضباط الصف                 | كبار ضباط الصف           | كبار ضباط الصف           | كبار ضباط الصف        | كبار ضباط الصف        | كبار ضباط الصف        | كبار ضباط الصف        | كبار ضباط الصف        | كبار ضباط الصف        | كبار ضباط الصف    | كبار ضباط الصف    | كبار ضباط الصف    | كبار ضباط الصف    | كبار ضباط الصف    | كبار ضباط الصف    | صغار ضباط الصف   | صغار ضباط الصف   | صغار ضباط الصف   | صغار ضباط الصف   | صغار ضباط الصف  | صغار ضباط الصف  | الأفراد    | الأفراد    | الأفراد    | الأفراد    | الأفراد    | الأفراد    | الأفراد    | الأفراد    |
| -------------------------- | ----------------------------- | ----------------------------- | ----------------------------- | ------------------------------- | ------------------------------- | ------------------------------- | ------------------------------ | ------------------------------ | ------------------------ | ------------------------ | --------------------- | --------------------- | --------------------- | --------------------- | --------------------- | --------------------- | ----------------- | ----------------- | ----------------- | ----------------- | ----------------- | ----------------- | ---------------- | ---------------- | ---------------- | ---------------- | --------------- | --------------- | ---------- | ---------- | ---------- | ---------- | ---------- | ---------- | ---------- | ---------- |
| الجيش الوطني الصومالي ·    |                               |                               |                               |                                 |                                 |                                 |                                |                                |                          |                          |                       |                       |                       |                       |                       |                       |                   |                   |                   |                   |                   |                   |                  |                  |                  |                  |                 |                 | بدون شارة  | بدون شارة  | بدون شارة  | بدون شارة  | بدون شارة  | بدون شارة  | بدون شارة  | بدون شارة  |
| الجيش الوطني الصومالي ·    | مرشح ضابط Musharax Sarkaal    | مرشح ضابط Musharax Sarkaal    | مرشح ضابط Musharax Sarkaal    | مساعد درجة أولى Sadex Xarígle   | مساعد درجة أولى Sadex Xarígle   | مساعد درجة أولى Sadex Xarígle   | مساعد درجة ثانية Laba Xarígle  | مساعد درجة ثانية Laba Xarígle  | مساعد درجة ثالثة Xarígle | مساعد درجة ثالثة Xarígle | رقيب Sadex Alífle     | رقيب Sadex Alífle     | رقيب Sadex Alífle     | رقيب Sadex Alífle     | رقيب Sadex Alífle     | رقيب Sadex Alífle     | رقيب Sadex Alífle | رقيب Sadex Alífle | رقيب Sadex Alífle | رقيب Sadex Alífle | رقيب Sadex Alífle | رقيب Sadex Alífle | عريف Laba Alífle | عريف Laba Alífle | عريف Laba Alífle | عريف Laba Alífle | جندي أول Alífle | جندي أول Alífle | جندي Dable | جندي Dable | جندي Dable | جندي Dable | جندي Dable | جندي Dable | جندي Dable | جندي Dable |
| مجموعة الرتب               | كبار ضباط الصف                | كبار ضباط الصف                | كبار ضباط الصف                | كبار ضباط الصف                  | كبار ضباط الصف                  | كبار ضباط الصف                  | كبار ضباط الصف                 | كبار ضباط الصف                 | كبار ضباط الصف           | كبار ضباط الصف           | كبار ضباط الصف        | كبار ضباط الصف        | كبار ضباط الصف        | كبار ضباط الصف        | كبار ضباط الصف        | كبار ضباط الصف        | كبار ضباط الصف    | كبار ضباط الصف    | كبار ضباط الصف    | كبار ضباط الصف    | كبار ضباط الصف    | كبار ضباط الصف    | صغار ضباط الصف   | صغار ضباط الصف   | صغار ضباط الصف   | صغار ضباط الصف   | صغار ضباط الصف  | صغار ضباط الصف  | مجندون     | مجندون     | مجندون     | مجندون     | مجندون     | مجندون     | مجندون     | مجندون     |
| القوات البحرية الصومالية · |                               |                               |                               |                                 |                                 |                                 |                                |                                |                          |                          |                       |                       |                       |                       |                       |                       |                   |                   |                   |                   |                   |                   |                  |                  |                  |                  |                 |                 | بدون شارة  | بدون شارة  | بدون شارة  | بدون شارة  | بدون شارة  | بدون شارة  | بدون شارة  | بدون شارة  |
| القوات البحرية الصومالية · | مرشح ضابط Musharax sarkaal    | مرشح ضابط Musharax sarkaal    | مرشح ضابط Musharax sarkaal    | مساعدة درجة ثالثة Sadex xarígle | مساعدة درجة ثالثة Sadex xarígle | مساعدة درجة ثالثة Sadex xarígle | مساعدة درجة ثانية Laba xarígle | مساعدة درجة ثانية Laba xarígle | مساعد درجة أولى Xarígle  | مساعد درجة أولى Xarígle  | رقيب أول Sadex alífle | رقيب أول Sadex alífle | رقيب أول Sadex alífle | رقيب أول Sadex alífle | رقيب أول Sadex alífle | رقيب أول Sadex alífle | رقيب Laba alífle  | رقيب Laba alífle  | رقيب Laba alífle  | رقيب Laba alífle  | عريف Alífle       | عريف Alífle       | بحار Dable       | بحار Dable       | بحار Dable       | بحار Dable       | بحار Dable      | بحار Dable      | بحار Dable | بحار Dable |            |            |            |            |            |            |
| القوة العسكرية             | كبار ضباط الصف                | كبار ضباط الصف                | كبار ضباط الصف                | كبار ضباط الصف                  | كبار ضباط الصف                  | كبار ضباط الصف                  | كبار ضباط الصف                 | كبار ضباط الصف                 | كبار ضباط الصف           | كبار ضباط الصف           | كبار ضباط الصف        | كبار ضباط الصف        | كبار ضباط الصف        | كبار ضباط الصف        | كبار ضباط الصف        | كبار ضباط الصف        | كبار ضباط الصف    | كبار ضباط الصف    | كبار ضباط الصف    | كبار ضباط الصف    | كبار ضباط الصف    | كبار ضباط الصف    | صغار ضباط الصف   | صغار ضباط الصف   | صغار ضباط الصف   | صغار ضباط الصف   | صغار ضباط الصف  | صغار ضباط الصف  | الأفراد    | الأفراد    | الأفراد    | الأفراد    | الأفراد    | الأفراد    | الأفراد    | الأفراد    |
| القوات الجوية الصومالية    |                               |                               |                               |                                 |                                 |                                 |                                |                                |                          |                          |                       |                       |                       |                       |                       |                       |                   |                   |                   |                   |                   |                   |                  |                  |                  |                  |                 |                 | بدون شارة  | بدون شارة  | بدون شارة  | بدون شارة  | بدون شارة  | بدون شارة  | بدون شارة  | بدون شارة  |
| القوات الجوية الصومالية    | رئيس مساعدين Musharax Sarkaal | رئيس مساعدين Musharax Sarkaal | رئيس مساعدين Musharax Sarkaal | مساعد درجة أول Sadex Xarígle    | مساعد درجة أول Sadex Xarígle    | مساعد درجة أول Sadex Xarígle    | مساعد درجة ثانية Laba Xarígle  | مساعد درجة ثانية Laba Xarígle  | مساعد درجة ثالثة Xarígle | مساعد درجة ثالثة Xarígle | رقيب Sadex Alífle     | رقيب Sadex Alífle     | رقيب Sadex Alífle     | رقيب Sadex Alífle     | رقيب Sadex Alífle     | رقيب Sadex Alífle     | عريف Laba Alífle  | عريف Laba Alífle  | عريف Laba Alífle  | عريف Laba Alífle  | جندي أول Alífle   | جندي أول Alífle   | جندي Dable       | جندي Dable       | جندي Dable       | جندي Dable       | جندي Dable      | جندي Dable      | جندي Dable | جندي Dable |            |            |            |            |            |            |

## روابط خارجية
- "Somalia". uniforminsignia.org. The International Encyclopedia of Uniform Insignia. مؤرشف من الأصل في 2016-03-24. اطلع عليه بتاريخ 2022-04-01.